# Marcus Vipsanius Agrippa
Marcus Vipsanius Agrippa, född 63 f.Kr., död 12 f.Kr. i Kampanien, var en romersk fältherre och konsul. Han var nära vän till kejsar Augustus.

## Biografi
Agrippa var förbunden med kejsar Augustus som gav honom höga hedersposter och även gift med hans dotter Julia sedan hennes förre man, Marcellus, avlidit. Agrippa lät uppföra Pantheon, akvedukter och badhus, bland andra Agrippas termer, i Rom och organiserade förvaltningen av de östra delarna av det romerska riket.
Redan i sin ungdom var Agrippa vän med den jämnårige Octavianus (Augustus), och han stod troget vid dennes sida i krig och fred. Sina stora fältherreegenskaper visade han bland annat i segrarna vid Mylae och Naulochus över Sextus Pompejus och i slaget vid Actium (31 f.Kr.) över Marcus Antonius.
När Agrippa dog ärades han som framstående fältherre, fredsmäklare, oegoistisk och rättrådig samt vän och gynnare av särskilt de bildande konsterna. Även som skriftställare utmärkte han sig, bland annat gjorde han förarbetena till en karta över det romerska riket. Hans dotter i äktenskapet med Julia den äldre, Agrippina den äldre, var mor till Agrippina den yngre, som senare blev Claudius gemål. Genom denna förbindelse var Agrippa, i likhet med Antonius anfader till de romerska kejsarna Caligula och Nero. I ett tidigare äktenskap hade Agrippa dottern Vipsania Agrippina.